# Kavita Ramdas
Kavita Nandini Ramdas (Delhi, 1963) es una científica india. Es la directora de la Open Society Foundation Women´s Rights Program y globalmente reconocida como defensora de la equidad de género y justicia. Anteriormente, fue asesora superior del presidente de la Fundación de Ford, Darren Walker. Asumió el cargo en 2015 después de desempeñarse durante 3 años como representante de Ford en India, representando la oficina en India, Nepal y Sri Lanka. Con anterioridad, fue directora ejecutiva del Programa de Emprendimiento Social en el Instituto Freeman Spogli para Estudios Internacionales de la Universidad Stanford. Es conocida además por su contribución al feminismo filantrópico como expresidenta y CEO del Fondo Global para Mujeres.

## Biografía
Ramdas es hija del almirante Laxminarayan Ramdas, anterior jefe de la marina india. Sus padres, L Ramdas y Lalita Ramdas, y su hermana Sagari Ramdas han sido estrechamente asociados con el partido político AAP, Aam Aadmi Party, a través de su comité. Ramdas nació en Delhi, India y creció en Mumbai, Delhi, Londres, Rangoon, y Bonn. Fue al instituto en el Nikolaus Cusanus en Bad Godesberg, Bonn, Alemania; la Escuela de la Catedral y John Connon en Bombay, y graduada en la Escuela Springdales, Nueva Delhi, en 1980. Estudió Ciencias Políticas en el Colegio Hindu de la Universidad de Delhi dos años hasta 1982. En 1983, le fue otorgada una beca para la Universidad Mount Holyoke, en el Sur de Hadley, Massachusetts, donde recibió su título en Relaciones Internacionales en 1985 y su máster en Desarrollo internacional y estudios de política pública de la Escuela de Asuntos Públicos e internacionales en la Universidad de Princeton en 1988.
En 1990 Ramdas se casó con Zulfiqar Ahmad, defensor de la paz, sobrino del pakistaní académico y antiactivista de guerra, Eqbal Ahmed, uno de los Siete Harrisburg. Debido a la posición de su padre como agente naval sénior, hubo una especulación de que su relación podría comprometer la seguridad nacional de la India.
Ramdas es exmiembro del Programa de Desarrollo Global Asesor de la Fundación Bill y Melinda Gates e integra el Consejo de administración en la Universidad de Princeton, el Consejo de Asesores sobre Equidad de Género de la Escuela Woodrow Wilson de la Universidad de Princeton y el Consejo consultivo a la Universidad asiática para Mujeres y la Iniciativa de Milenio de Mujeres africana encima Pobreza y Derechos humanos. Es miembro del programa Henry Crown Fellow's Program en el Instituto de Aspen y anteriormente fue miembro de la junta de Women's Funding Network.

## Trabajo en el Fondo Global para Mujeres
Ramdas ha sido presidenta y CEO del Fondo Global para Mujeres desde 1996. Durante el mandato de Ramdas, los activos del Fondo Mundial para Mujeres aumentaron de $ 6 millones a $ 21 millones. La concesión de subvenciones ha aumentado a $ 8 millones por año, y el número de países en los que el Fondo Mundial para la Mujer ha otorgado subvenciones casi se ha triplicado a más de 160 países. Ramdas también ha supervisado la primera campaña de donación del Fondo Mundial para Mujeres y la creación del Fondo Ahora o Nunca para garantizar la participación de las mujeres en cuestiones internacionales críticas.

## Trabajo en MADRE
Se unió a la organización como su nueva asesora de estrategia el 14 de junio de 2017. MADRE es una organización sin ánimo de lucro internacional asociada con organizaciones de mujeres de base que enfrentan guerras, desastres e injusticias para satisfacer sus necesidades básicas como un puente para desarrollar su defensa y liderazgo.

## Premios y reconocimientos
- Instituto de California de Estudios Integrales, Haridas y Bina Chaudhuri Premio para Servicio Señalado, 2009[13]
- Duveneck Premio humanitario, 2008
- Premio Capitalista social, Compañía Rápida (revista), 2007[14]
- Mujeres de Premio de Estima Grande, 2007
- El premio de Héroe de la chica, Chicas' Escuela Media, 2007
- Mujer de Premio de Sustancia, el fondo de Desarrollo de las mujeres africanas, 2005
- Juliette Gordon Premio Bajo, Chica Scouts de los EE. UU., 2005
- Mujer del Año para el Sector público, la asociación de las mujeres Financieras, 2004
- Liderazgo para Diversidad & de Equidad (VENTAJA) Premio, Mujeres & Philanthropy, 2004
- Área de bahía Héroe Local, KQED-FM Radio, 2004
- 21 Dirigentes para el Premio de siglo XXI, Mujeres eNews, 2003